# Фосфати природні
Фосфати природні — клас мінералів, солей ортофосфатної кислоти Н3РО4.

## Загальний опис
У природі відомо понад 230 мінералів-фосфатів, серед яких виділяють: прості (з одним) і складні (з двома і більше) видотвірними катіонами, кислі (типу СаНРО4 — монетит), середні і лужні (з ОН-групою) тощо. Основа структури фосфатів — фосфорнокисневі тетраедри PO3−
4, що поєднуються за допомогою катіонів. Найпоширеніші фосфати зазвичай містять додаткові аніони Cl- чи F-. Густина безводних фосфатів — 3,2-7,0; водних — 1,6-4,0. Твердість безводних — 4-5, водних — 3-4. Більшість мінералів гіпергенного походження. Утворення безводних фосфатів найбільш характерне для пегматитового процесу. З високотемпературними процесами пов'язане утворення апатиту, монациту, ксенотиму. Водні фосфати утворюються в екзогенних умовах, часто при біохімічних процесах. Фосфати — сировина для добрив.
Фосфатна порода має високу концентрацію фосфатних мінералів, найчастіше з групи апатитів. Це основний ресурс, що видобувається для виробництва фосфатних добрив для сільськогосподарської промисловості. Фосфат також використовується в кормових добавках для тварин, харчових консервантах, антикорозійних засобах, косметиці, фунгіцидах, кераміці, очищенні води та металургії.
Виробництво добрив є найбільшим джерелом мінералів, що видобуваються через вміст фосфатів.
Фосфатні мінерали часто використовуються для боротьби з іржею та запобігання корозії чорних матеріалів, на які наносяться електрохімічні конверсійні покриття.

## Назви окремих мінералів
Розрізняють:
- фосфат ітроцерієвий (мінерал, проміжний за складом між ксенотимом і монацитом; сингонія ромбічна; густина 4,55; тв. 5),
- фосфат кістковий (загальна назва жовен фосфатів, капролітів, відкладів кісток, гуано та ін.),
- фосфат натрамонієвий (зайва назва стеркориту — (NH4)NaH[PO4]х4H2O),
- фосфат натрію (водний кислий фосфат натрію — Na2[HPO4]х0,5H2O;
- фосфат натрокальціоманґановий (зайва назва філовіту — Na2(Mn2+,Fe2+,Ca, H2)5[PO4]4),
- фосфат натрокальціоманґанозалізний (зайва назва дикінсоніту — Na2(Mn2+,Fe2+)5[PO4]4),
- фосфат свинцю (застаріла назва піроморфіту),
- фосфат-цеоліт (зайва назва уранових слюдок),
- фосфат церіїстий (те саме, що черчит — Y[PO4]х2H2O),
- фосфат-шультеніт (штучна сполука PbH(PO4)).